# Rachunek sumienia

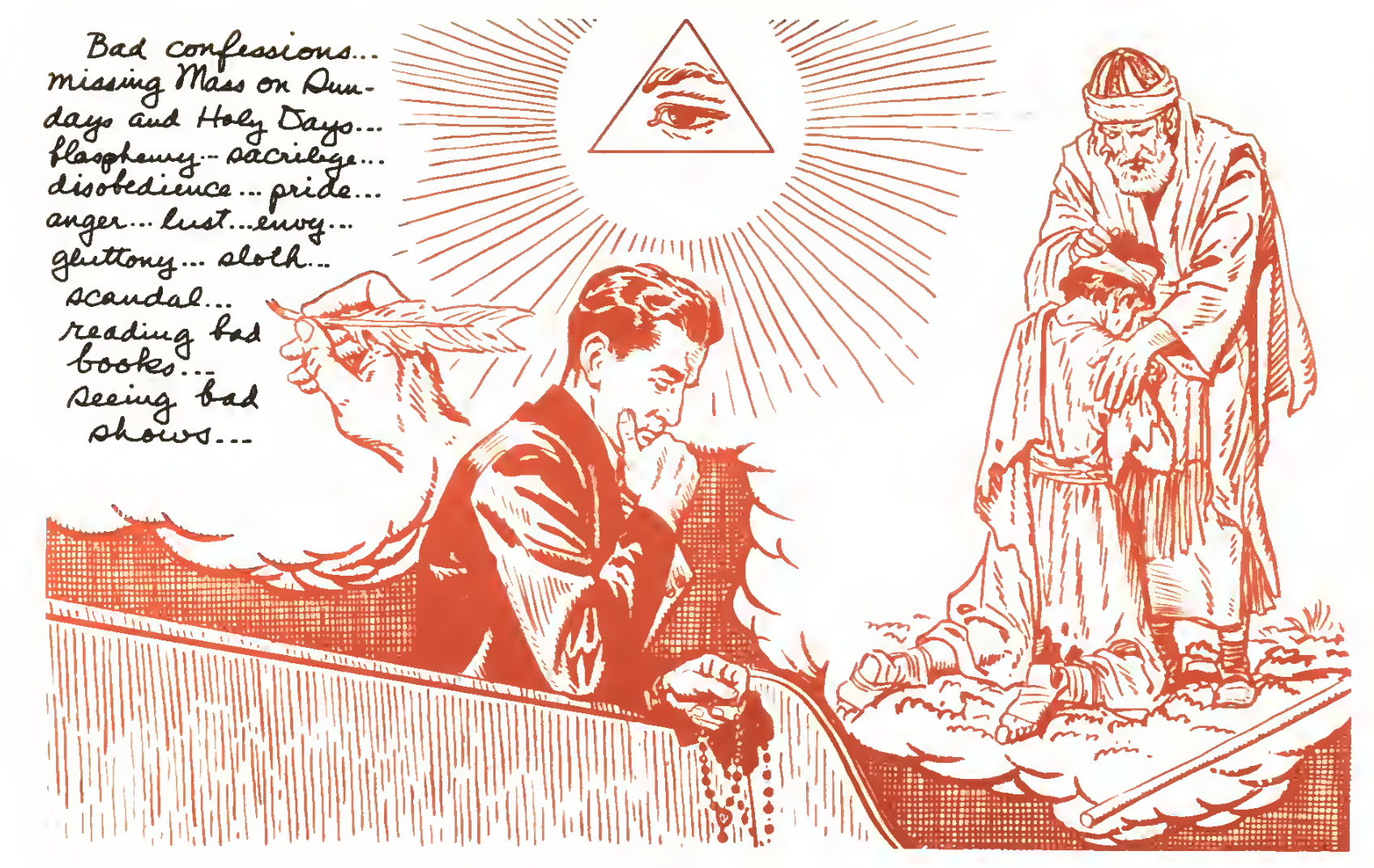
,, Rachunek sumieniaʼ' rycina z Katolickiego Katechizmu dla dzieci, ukazuje mężczyznę przy namyśle nad rachunkiem sumienia. W tyle widać znak Opatrzności Bożej oraz scenę z Ewangelii św. Łukasza o ,,Miłosiernym ojcu".

Rachunek sumienia – w katolicyzmie, introspektywna analiza aksjologiczna (ocena moralna własnego postępowania, myślenia itd.) mająca miejsce zwłaszcza przed przystąpieniem do sakramentu pojednania; pierwszy z warunków dobrej spowiedzi.

## Historia
Praktykowanie rachunku sumienia mogło być przejęte przez pierwszych chrześcijan od filozofów starożytnych. Było zalecane m.in. przez Senekę, Epikteta, Plutarcha i Galena.
Rachunek sumienia odgrywa fundamentalną rolę w rozeznaniu własnej sytuacji pod kątem rozwoju moralnego lub duchowego. W chrześcijaństwie stanowi nieodzowny fundament ciągłego nawracania swojej osoby w kierunku pełnej wiary.
Jak podaje Katechizm Kościoła Katolickiego: "Najbardziej do rachunku sumienia nadają się teksty, których należy szukać w Dekalogu i w katechezie moralnej Ewangelii i Listów Apostolskich: w Kazaniu na Górze i pouczeniach apostolskich".

## Codzienny rachunek sumienia
Wielu świętych praktykowało i zachęcało do praktykowania codziennego rachunku sumienia. Dzięki niemu człowiek ma szansę codziennie rzucać wyzwanie swoim słabościom i podejmować drobne, konkretne postanowienia.
Codzienny rachunek sumienia powinien być krótki (2-5 min), szczery i zakończony aktem żalu za grzechy oraz podjęciem postanowienia.